# Нефтодолар
Вижте Долар за други парични единици, наречени долар.
Нефтодолар, срещано също като петродолар, е термин от сферата на международните финанси.
Под нефтодолари се разбира съвкупността от постъпления от продажбата на суров нефт в полза на държавите износителки на тази суровина. Думата долар участва в термина, доколкото международната търговия с нефт (цени, плащания, разчети) традиционно се води главно в долари на САЩ – най-големия в света производител и потребител на нефт непосредствено след Втората световна война.

Терминът също се използва за изтъкване на принципа на обезпечаване на валутата на САЩ чрез търговията с нефт след отмяната на златното обезпечение.
| „                                             | Когато Никсън отменя златното обезпечение на долара, той го заменя с нефтено обезпечение. Сключва споразумение със Саудитска Арабия всички енергийни контракти да бъдат номинирани в долари. Затова нефтодоларът е сфера на пазара, за плащане по контракти е необходимо да се купуват долари, нефтодоларът е стандарт, на който се базира силата на долара на САЩ. | “ |
| Джим Синклер (Jim Sinclair), известен трейдер | |   |

Въведен е през 1973 година от Ибрахим Оуейс (Ibrahim Oweiss), професор в Джорджтаунския университет, за да обозначи приходите в страните от ОПЕК от продажба на суров нефт, бързото увеличаване на които през 1971 – 1974 г. (поради няколкократното нарастване на цените) ярко показва, че тези постъпления им позволяват процъфтяване и възможност да инвестират дори в икономиката на страните вносителки на нефт.
Ако терминът е употребен за Канада например или друга държава, имаща долар за национална валута, тогава може да се разбира като нефтодолар на Канада (или др.), означавайки постъпленията само на тази държава от износ на нефт.
В последните години, с увеличаване на продажбите (както и разчетите) в евро, се появява също и терминът нефтоевро (съответно петроевро).